# 피아노 소나타
피아노 소나타는 피아노 독주에 의한 소나타이다. 원칙적으로 세 개 내지 네 개의 악장으로 이루어지며, 1악장은 소나타 형식이다. 그러나, 이 원칙에서 벗어나는 작품도 많다. 악장 수가 적은 것, 소나타 형식을 1악장에서 갖지 않고 다른 악장에서 갖는 것, 그리고 소나타 형식의 악장을 전혀 갖지 않는 것도 있다.
(피아노를 위한) 소나타의 작은 규모의 것은 소나티네라고 부른다. 소나타 형식 대신 간략한 형태로 쓰여지는 소나티네 형식은, 2악장에서 3악장으로 구성된다. 악장 당 연주시간도 짧아 초보 피아노 연습용으로 사용되기도 하지만, 시벨리우스의 소나티네처럼 고도의 연주 기술을 요하는 연주도 있다.

## 역사
현재 피아노 소나타로 연주되는 작품 중에는 피아노의 전신인 하프시코드 등의 악기를 전제로 작곡된 것도 많다. 도메니코 스카를라티는 독주 하프시코드를 위한 소나타의 대가로 알려져 있는데, 그의 하프시코드를 위한 연습곡은 오늘날 소나타로 불리게 된다. 피아노 소나타의 아버지로 알려진 하이든이나 모차르트의 작품 초기 것도 원래는 하프시코드나 클라비코드를 위해 쓰여졌다.
베토벤은 《14번》 1악장에서 완서악장을 두는 등 좀 더 다양한 시도를 하였고, 고전주의 피아노 소나타의 최대 완성자가 되었다. 그의 피아노 소나타집은 피아노의 신약성서로 알려져 있으며, 음악 학생들로서는 전 세계적으로 피해갈 수 없는 레퍼토리가 되고 있다.
낭만주의 음악의 시대인 19세기에 이르러서는 쇼팽이나 리스트의 일련의 작품에서 볼 수 있듯이, 소품집 · 연주회용 연습곡 등 다른 형식을 취하게 되었다. 소나타는 대부분 베토벤의 계보를 잇는 고전주의 형식이지만, 리스트의 소나타 단조는 단일 악장에 의한 혁신적인 형식을 썼다.
19세기 말로부터 20세기 초두(후기 낭만주의로부터 근대 초기)에 있어서는, 피아노 소나타가 더 이상 부각되지 않았다. 협주곡이나 현악 사중주 등과 비교해도 이 시대의 피아노 소나타는 적다. 사티, 드뷔시, 라벨, 라흐마니노프 등 명피아노곡을 많이 남긴 작곡가들이 소품집 등의 형식을 선호한 것이 한 요인이었다. 하지만 스크랴빈은 열 곡의 피아노 소나타를 발표했고, 낭만주의에서 벗어난 《5번》 부터는 단일 악장으로 독자적인 경지에 도달했다. 뒤돌아 볼 수 있게 하는 경우는 적지만 메트너는 열 네곡을, 먀스코프스키는 아홉 곡을 남겼다.
이후 신고전주의 음악의 시대가 되면서 고전주의 형식이 다시 재조명되었고, 고전주의 시대 만큼은 아니더라도 피아노 소나타라는 형식도 뒤돌아 볼 수 있게 되었다. 아홉 곡을 쓴 프로코피예프는 신고전주의 시대의 피아노 소나타 대가이다.

## 주요 작곡가와 작품
(생년 순)

### 바로크
- 1685년 도메니코 스카를라티 : 500곡 이상

### 고전주의
- 1732년 하이든 : 총52곡 (62곡)
- 1752년 클레멘티 : 110곡의 피아노 소나타, 소나티네 작품 36
- 1756년 모차르트 : 18곡 외
- 1770년 베토벤 : 번호가 매겨진 피아노 소나타 32곡, 선제후 소나타 3곡 외
- 1778년 훔멜 : 9곡

### 낭만주의
| - 1782년 필드 : 4곡 - 1786년 베버 : 4곡 - 1797년 슈베르트 : 21곡 외 - 1809년 멘델스존 : 3곡 외 - 1810년 쇼팽 : 3곡 - 1810년 슈만 : 3곡 - 1811년 리스트 ː 1곡 - 1812년 탈베르크 : 1곡 - 1813년 알캉 : 1곡 - 1815년 폴크만 : 1곡 | - 1817년 가데 : 1곡 - 1833년 브람스 : 3곡 - 1834년 로이브케 : 1곡 - 1837년 발라키레프 : 2곡 - 1840년 차이콥스키 : 2곡 - 1843년 그리그 : 1곡 - 1847년 푸치스 : 3곡 - 1854년 야나체크 : 1곡 - 1860년 맥다월 : 4곡 - 1860년 알베니스 : 7곡 | - 1865년 시벨리우스 : 1곡 외 - 1865년 뒤카스 : 1곡 - 1865년 글라주노프 : 2곡 - 1870년 고도프스키 : 1곡 - 1871년 스텐함마르 : 5곡 - 1872년 세브락 : 1곡 - 1873년 라흐마니노프 : 2곡 |

### 근대
| - 1872년 스크랴빈 : 10곡 - 1874년 아이브스 : 2곡 - 1875년 라벨 : 1곡 (소나티네) - 1879년 아일랜드 : 1 곡 - 1880년 메트너 : 14 곡 - 1881년 벨러 : 1곡 외 - 1881년 먀스콥스키 : 9곡 - 1882년 스트라빈스키 : 2곡 - 1882년 시마노프스키 : 3곡 - 1885년 베르크 : 1곡 | - 1900년 코플런드 ː 1곡 - 1891년 프로코피예프 : 9곡 외 - 1992년 미요 : 2곡 - 1992년 소랍지 : 6곡 - 1895년 힌데미트 : 3곡 외 - 1900년 모솔로프 : 5곡 - 1900년 크레네크 : 7곡 - 1900년 코플런드 : 2 곡 - 1904년 카발렙스키 : 3곡 - 1906년 쇼스타코비치 : 2곡 | - 1910년 바버 : 1곡 |

### 현대
대단히 수가 많기 때문에 중요 작곡가의 이름을 올리기가 불가능할 정도이다. 기념비적인 1948년 불레즈의 피아노 소나타 2번, 1952년 완성된 바라크의 피아노 소나타, 두 작품 이후에는 전위 시대가 시작되면서 "전통적 형식의 타파"를 목적으로, 피아노 소나타라는 곡명으로 자작을 발표하는 것은 시대에 역행하는 것으로 분류했고, 일부 보수주의 작곡가들에 의해 가느다랗게 이 장르가 연명됐다.
1970년대 들어 전위의 가치관에 대한 물음표가 붙자, 주로 신낭만주의자 중에서 피아노 소나타의 제목을 똑바로 붙이는 작곡가도 조금씩 생겨나기 시작했다. 최초의 출현은 1970년에 쓰여진 주세페 시노폴리의 피아노 소나타라고 말해지고 있지만, 일시적인 현상이었다. 현재는 보수적이든 혁신적이든 가리지 않고 피아노 소나타라는 작품명을 붙이는 작곡가를 볼 수 있지만, 비교적 보수파가 다분히 많다. 그 외에는 음대 입시를 위한 습작으로 작곡하는 학생들도 많다

## 비슷한 형식을 가진 음악
- 교향곡
- 독주 협주곡
- 독주 소나타
  - 바이올린 소나타
  - 첼로 소나타
- 피아노 삼중주
- 현악 사중주

## 같이 보기
- 베토벤의 피아노 소나타